# (73935) 1997 SH3
(73935) 1997 SH3 – planetoida z pasa głównego asteroid okrążająca Słońce w ciągu 5 lat i 183 dni w średniej odległości 3,12 j.a. Została odkryta 26 września 1997 roku w Obserwatorium Kleť.